# Merenhor
Merenhor fou un faraó de la dinastia VII. Apareix en el cartutx quaranta-sis a la llista d'Abidos. El seu nom volia dir "Estimat d'Horus" i a diferència dels altres faraons de la dinastia esmentats al seu davant, no té al deu solar Ra en el seu nom.